# Zygina krueperi
Zygina krueperi är en insektsart som beskrevs av Franz Xaver Fieber 1884. Zygina krueperi ingår i släktet Zygina och familjen dvärgstritar. Inga underarter finns listade i Catalogue of Life.